# Латанопростина бунод
Латанопростина бунод - лекарственный препарат для лечения  глаукомы и глазной гипертензии. Одобрен для применения: США (2017).

## Механизм действия
аналог простагландина F2α

## Показания
открытоугольная глаукома или глазная гипертензия.

## Противопоказания
Противопоказаний нет.

## Способ применения
Глазные капли. 1 капля - 1 раз в день в вечернее время.